# Língua halkomelem
Halkomelem /hɒlkəˈmeɪləm/ (Halq̓eméylem no dialeto do alto rio, Hul̓q̓umín̓um̓ no dialeto da ilha e hən̓q̓əmin̓əm̓ no dialeto do baixo rio) é um dialeto falado por cerca de 24 mil pessoas dos povos Sto:lo, Cowichan, Snuneymuxw (Nanaimo), Halalt e outros, todos das áreas de vários povos indígenas da Colúmbia Britânica desde o sudoeste da ilha Vancouver até a margem da “Saanich Inlet” até o norte além da ilha Gabriola Island, Nanaimo até “Nanoose Bay”, incluindo ainda a área continental desde odelta do rio Fraser e acima até o lago Harrison e os limites do Canyon Fraser.

## Escrita
A língua usa o alfabeto latino ensinado por missionários, o qual apresenta as vogais A, E, I, U simples e duplas (longas) e também letras e diacríticos para 43 sons consoantes. Não existem as letras G, V. X, Z.

## Fonologia

### Vogais
hən̓q̓əmin̓əm̓ tem cinco vogais fonêmicas. As vogais logas e curtas contrastam (não o schwa) contrast. A extensão da vogal é representada com um ⟨•⟩.
|          | Curta   | Curta                   | Curta         | Longa   | Longa                   | Longa   |
| Anterior | Central | Posterior (arredondada) | AnteriorFront | Central | Posterior (arredondada) |         |
| -------- | ------- | ----------------------- | ------------- | ------- | ----------------------- | ------- |
| Fechada  | i       |                         | u             | iː ⟨i•⟩ |                         | uː ⟨u•⟩ |
| Medial   | e       | ə                       |               | eː ⟨e•⟩ |                         |         |
| Aberta   |         | a                       |               |         | aː ⟨a•⟩                 |         |

Quatro desses fonemas (/i/, /e/, /a/, and /ə/) são de uso comum, mas /u/ ocorre principalmente em palavras de origem estrangeira.

### Consoantes
|            |               | Labial  | Dental    | Alveolar | Alveolar sibilante | Lateral  | Palatal  | Velar     | Velar labializada | Uvular  | Uvular labializada | Glotal |
| ---------- | ------------- | ------- | --------- | -------- | ------------------ | -------- | -------- | --------- | ----------------- | ------- | ------------------ | ------ |
| Plosiva    | Surda (plana) | p [p]   | (tθ) [tθ] | t [t]    | c [ts]             |          | (č) [t͡ʃ] | (k) [k]   | kʷ [kʷ]           | q [q]   | qʷ [qʷ]            |        |
| Plosiva    | Ejetiva       | pʼ [pʼ] | tʼθ [tθʼ] | tʼ [tʼ]  | cʼ [tsʼ]           | ƛʼ [tɬʼ] |          | (kʼ) [kʼ] | kʼʷ [kʷʼ]         | qʼ [qʼ] | qʼʷ[qʷʼ]           | ʔ [ʔ]  |
| Plosiva    | Sonora        | {b} [b] |           | {d} [d]  |                    |          | {j}[d͡ʒ]  |           |                   |         |                    |        |
| Fricativa  | Surda         | {f} [f] | θ [θ]     |          | s [s]              | ɬ [ɬ]    | (š) [ʃ]  | x [x]     | xʷ [xʷ]           | x̌ [χ]   | x̌ʷ [χʷ]            | h [h]  |
| Ressonante | Plana         | m [m]   |           | n [n]    |                    | l [l]    | y [j]    |           | w [w]             | {r} [ʀ] |                    |        |
| Ressonante | Glotalizada   | m̓ [mˀ]  |           | n̓ [nˀ]   |                    | l̓ [lˀ]   | y̓ [jˀ]   |           | w̓ [wˀ]            |         |                    |        |

## Amostra de texto
Oração – Ave Maria
O Mali, sledzechwh tsa lagrace, Thithel-Siam e taloa, talva gewal ei houlum ko mokh slali, oulalu ei tashwa mella Jesu. Ei Mali, tam kwa Thithel-Siam, keitalwshwh houlam tale Thithel-Siam, tlalhemalh khel mwsteiwh, etela kha outsacha ta skhaittzet. Eitsha kws staj.